# Проблема калібрувальної ієрархії
Проблема калібрувальної ієрархії — одна з проблем сучасної фізики елементарних частинок, що полягає в тому, що характерні енергетичні масштаби різних фундаментальних взаємодій, а також деякі передбачувані масштаби явищ, що виходять за рамки Стандартної моделі, різняться на багато порядків. Актуальними, зокрема, є питання природи такої ієрархії, причин її стійкості та наявності великої «пустелі» між різними групами масштабів.

## Опис проблеми
Для кожної з відомих фундаментальних взаємодій існує певний характерний енергетичний масштаб. Наприклад, для сильної взаємодії цей масштаб дорівнює {\displaystyle \Lambda _{QCD}} ~200 МеВ. Зокрема, саме цей масштаб визначає маси найлегших адронів. Електромагнітна та слабка взаємодії, об'єднані в єдину електрослабку взаємодію, мають характерний енергетичний масштаб, рівний так званому вакуумному середньому хіггсівського бозона {\displaystyle v} ≈246 ГеВ. На тлі цих масштабів контрастує характерний енергетичний масштаб гравітаційної взаємодії, який визначається величиною планківської енергії {\displaystyle M_{Pl}} ~1019 ГеВ.
У теоретичних моделях можливих розширень Стандартної моделі є й інші взаємодії та пов'язані з ними масштаби. Так, сильна та електрослабка взаємодії повинні об'єднуватися в електросильну (так зване Велике об'єднання) при енергіях порядку {\displaystyle M_{GUT}} ~1016 ГеВ. Крім цього, в деяких теоріях, що пояснюють наявність скінченної маси нейтрино, фігурує масштаб {\displaystyle M_{\nu }} ~1014 ГеВ. Таку ж величину має масштаб {\displaystyle M_{PQ}}, пов'язаний з CP-інваріантністю в сильних взаємодіях.
Проблема калібрувальної ієрархії полягає в поясненні значної невідповідності, що спостерігається між цими масштабами:
{\displaystyle \Lambda _{QCD},~v\ll M_{Pl},~M_{GUT},~M_{\nu },~M_{PQ}}
Зокрема, виділяють проблему походження ієрархії, проблему її стійкості та проблему наявності великого діапазону енергій («пустелі»), які не відповідають жодним взаємодіям.